# لاگالا (دهانه)
لاگالا یک دهانه برخوردی در ماه‌ است.

## دهانه‌های اقماری
این دهانه ۹ دهانه اقماری دارد.
| Lagalla | عرض جغرافیایی | طول جغرافیایی | قطر          |
| ------- | ------------- | ------------- | ------------ |
| F       | ۴۴.۶° S       | ۲۵.۳° W       | ۲۹.۰ کیلومتر |
| H       | ۴۴.۴° S       | ۲۷.۰° W       | ۵.۰ کیلومتر  |
| K       | ۴۳.۷° S       | ۲۴.۳° W       | ۱۰.۰ کیلومتر |
| J       | ۴۶.۰° S       | ۲۵.۱° W       | ۲۲.۰ کیلومتر |
| M       | ۴۶.۶° S       | ۲۵.۷° W       | ۶.۰ کیلومتر  |
| N       | ۴۴.۹° S       | ۲۶.۱° W       | ۱۲.۰ کیلومتر |
| P       | ۴۵.۲° S       | ۲۴.۴° W       | ۱۱.۰ کیلومتر |
| T       | ۴۷.۳° S       | ۲۶.۵° W       | ۷.۰ کیلومتر  |
| V       | ۴۷.۰° S       | ۲۴.۳° W       | ۵.۰ کیلومتر  |